# Moni Viking

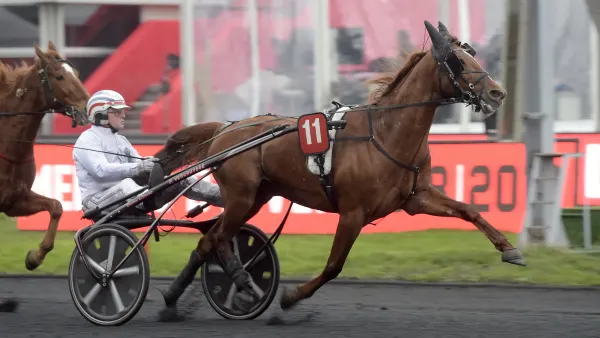
Pierre Vercruysse och Moni Viking 2021.

Moni Viking, född 16 maj 2013 i Norge, är en norsk varmblodig travhäst. Han körs av Björn Goop. Han är uppfödd och ägs av Jan Lyng som även tränat honom. I maj 2021 tog Björn Goop över träningen.

## Karriär
Moni Viking började tävla 2017, då 4 år gammal, efter att ha drabbats av skador som unghäst. Han har till augusti 2022 sprungit in 11,2 miljoner kronor på 64 starter varav 17 segrar, 9 andraplatser och 12 tredjeplatser. Han har tagit karriärens hittills största segrar i Harper Hanovers Lopp (2020), Åby Stora Pris (2020, 2022), Sundsvall Open Trot (2022), Prix de la Marne (2021) och Örebro Intn'l (2021). Han kom även på tredjeplats i Europeiskt treåringschampionat (2016), C.L. Müllers Memorial (2020), Prix de Paris (2021) och Norrbottens Stora Pris (2021).
Moni Viking innehar världsrekordet över 3180 meter då han segrade på tiden 1.11,9 i Harper Hanovers Lopp den 30 maj 2020 på Solvalla.

## Statistik

### Större segrar
| År   | Lopp                 | Kusk              | Vinstbelopp   | Grupp   |
| ---- | -------------------- | ----------------- | ------------- | ------- |
| 2020 | Harper Hanovers Lopp | Björn Goop        | 500 000 SEK   | Grupp 2 |
| 2020 | Åby Stora Pris       | Björn Goop        | 2 000 000 SEK | Grupp 1 |
| 2021 | Prix de la Marne     | Matthieu Abrivard | 40 500 EUR    | Grupp 3 |
| 2021 | Örebro Intn'l        | Björn Goop        | 400 000 SEK   | Grupp 2 |
| 2022 | Åby Stora Pris       | Björn Goop        | 1 500 000 SEK | Grupp 1 |
| 2022 | Sundsvall Open Trot  | Björn Goop        | 1 000 000 SEK | Grupp 1 |

## Stamtavla
| Efter Maharajah      | Viking Kronos     | American Winner | Super Bowl      |
| Efter Maharajah      | Viking Kronos     | American Winner | B.J.'s Pleasure |
| Efter Maharajah      | Viking Kronos     | Conch           | Bonefish        |
| Efter Maharajah      | Viking Kronos     | Conch           | Viking Venus    |
| Efter Maharajah      | Chili Khan        | Giant Chili     | Speedy Crown    |
| Efter Maharajah      | Chili Khan        | Giant Chili     | Chili Bowl      |
| Efter Maharajah      | Chili Khan        | Stevie Nicks    | Tibur           |
| Efter Maharajah      | Chili Khan        | Stevie Nicks    | Västerbo Cheeta |
| Undan Jeunesse Doree | Coktail Jet       | Quouky Williams | Fakir du Vivier |
| Undan Jeunesse Doree | Coktail Jet       | Quouky Williams | Dolly Williams  |
| Undan Jeunesse Doree | Coktail Jet       | Armbro Glamour  | Super Bowl      |
| Undan Jeunesse Doree | Coktail Jet       | Armbro Glamour  | Speedy Sug      |
| Undan Jeunesse Doree | Sweet Young Thing | Nevele Pride    | Star's Pride    |
| Undan Jeunesse Doree | Sweet Young Thing | Nevele Pride    | Thankful        |
| Undan Jeunesse Doree | Sweet Young Thing | American Beauty | Speedy Crown    |
| Undan Jeunesse Doree | Sweet Young Thing | American Beauty | Miss America    |